# Endiandra djamuensis
Endiandra djamuensis är en lagerväxtart som beskrevs av André Joseph Guillaume Henri Kostermans. Endiandra djamuensis ingår i släktet Endiandra och familjen lagerväxter. Inga underarter finns listade i Catalogue of Life.